# Saint-Sornin (Vendée)
Pour les articles homonymes, voir Saint-Sornin.
Saint-Sornin (Sént-Sorlin en poitevin) est une ancienne commune française située dans le département de la Vendée et la région des Pays-de-la-Loire.
Peuplée de 176 habitants au recensement de 1968, elle fusionne au 1er janvier 1974 sous le régime de l’association avec la commune de Saint-Vincent-sur-Graon.

## Géographie
La commune associée de Saint-Sornin se situe au sud-ouest du département de la Vendée. Du point de vue paysager, le territoire relève du Bas-Bocage pour sa partie nord, avec de nombreux espaces boisés (bois de la Barre, de la Coussotte, de Talmont, de la Gîte-Neuve), et de la Plaine pour sa partie sud.
La commune de Saint-Sornin était entourée de trois communes : Le Givre dans toute la partie ouest, Saint-Cyr-en-Talmondais au sud-est et Saint-Vincent-sur-Graon au nord-est.

## Toponymie
Le toponyme Saint-Sornin a connu une évolution au fil des siècles,, :
- Ecclesia in territorio Cursonensi sub honore Sti Saturnini constructa au XIe siècle (Histoire de Saint-Cyprien) ;
- Sancti Saturnini (Grand-Gauthier) et Sainct-Sornin au XIVe siècle ;
- Sancti Saturninus au XVIe siècle ;
- Saint-Saturnin et Saint-Sainturnin au XVIIe siècle (Pouillé d’Alliot) ;
- Saint-Sorlin et Saint-Saturnin au XVIIIe siècle (Pouillé de dom Fonteneau) ;
- Saint-Sernin sous la Révolution (1793) ;
- Saint-Sornin à partir de 1801.

Ce nom de lieu constitue une adaptation en langue d’oïl de l’hagionyme latin Saturninus. D’ailleurs, Saint-Sornin (hagiotoponyme) se réfère dans le cas de cette commune à saint Saturnin de Toulouse. En poitevin, la commune porte le nom de Sént-Sorlin (prononcé [sœ̃: sɞ:ʁlœ̃:]) selon la graphie de l’Union pour la culture populaire en Poitou-Charentes-Vendée (UPCP).
Sous la Convention, la commune adopte comme forme révolutionnaire le nom des Bois,.

## Histoire
Les limites communales entre Saint-Cyr et Saint-Sornin font l’objet de controverses en 1812.
Issue de la commune de La Salle-de-Vihiers, la congrégation des Filles de la charité du Sacré-Cœur de Jésus s’implante sur la commune en 1854. Trois religieuses prennent alors en charge une classe de garçons et une autre de filles jusqu’en 1888, date de la fin de la mixité scolaire. Après plusieurs agrandissements (1890, 1919 et 1956), le pensionnat de l’établissement ferme en 1966 ; les cours au sein l’école cessent quant à eux en 1971.
En août 1886, la commune est l’une des sept du département à ne pas disposer d’une école publique ; Saint-Sornin est alors regroupée à celle d’une commune voisine. À partir de 1888, l’enseignement pour les garçons de Saint-Sornin est confié à un instituteur. Aussi, en 1936, une école de garçons d’enseignement libre est déclarée ouverte sur la commune.
Un premier projet de fusion de la commune avec celle du Givre a avorté dans le deuxième quart du XIXe siècle. Néanmoins, un siècle plus tard, par un arrêté préfectoral du 20 décembre 1973, la commune de Saint-Sornin est absorbée sous le régime de l’association par celle de Saint-Vincent-sur-Graon à compter du 1er janvier 1974,.

## Politique et administration

### Liste des maires
De 1789 à 1973, seize maires se sont succédé à Saint-Sornin.
| Période                                  | Période          | Identité                           | Étiquette | Qualité |
| ---------------------------------------- | ---------------- | ---------------------------------- | --------- | ------- |
| Décembre 1792                            | ?                | Louis-Marie Desayvre des Guierches |           |         |
| ?                                        | ?                | Henri Lévesque de Puiberneau       |           |         |
| ?                                        | 31 décembre 1973 | Henri de Larocque-Latour           |           |         |
| Les données manquantes sont à compléter. |                  |                                    |           |         |

### Liste des maires délégués
Depuis 1974, trois membres du conseil municipal de Saint-Vincent-sur-Graon ont été élus maires délégués de Saint-Sornin.
Avant les élections municipales de 2014, le maire délégué était directement élu par les Saturninois dans un bureau de vote dont le ressort géographique correspondait au territoire de l’ancienne commune de Saint-Sornin. Toutefois, depuis mars 2014, le maire délégué est élu au sein du conseil municipal de Saint-Vincent-sur-Graon, en application de la loi du 17 mai 2013 relative à l’élection des conseillers départementaux, des conseillers municipaux et des conseillers communautaires, et modifiant le calendrier électoral,.
| Période      | Période      | Identité                 | Étiquette | Qualité     |
| ------------ | ------------ | ------------------------ | --------- | ----------- |
| Janvier 1974 | 1989         | Henri de Larocque-Latour |           |             |
| 1989         | 23 mars 2001 | Ferdinand Ribard         |           |             |
| 23 mars 2001 | En cours     | Gérard Jéhu              | DVD       | Agriculteur |

### Instances administratives
Administrativement, en tant que partie de Saint-Vincent-sur-Graon, la commune associée de Saint-Sornin dépend de l’arrondissement des Sables-d’Olonne et du canton de Mareuil-sur-Lay-Dissais.
Historiquement, à partir du début de la Révolution, la commune de Saint-Sornin appartenait au canton de Moutiers-les-Mauxfaits, dans le district des Sables-d’Olonne. De 1801 et jusqu’à sa disparition, la commune se situe dans l’arrondissement des Sables-d’Olonne et dans le canton de Moutiers-les-Mauxfaits.

## Population et société

### Gentilés
Les habitants de Saint-Sornin sont appelés les Saturninois, ou les Saturnins.

### Évolution démographique
En 2014, la commune associée de Saint-Sornin compte 100 habitants. L’évolution du nombre d’habitants est connue à travers les recensements de la population effectués dans la commune de 1793 à 1968, puis dans celle de Saint-Vincent-sur-Graon en 2006 et en 2014,. À partir du XXIe siècle, les recensements réels des communes de moins de 10 000 habitants ont lieu tous les cinq ans, contrairement aux autres communes qui ont une enquête par sondage chaque année.
| 1793 | 1800 | 1806 | 1821 | 1831 | 1836 | 1841 | 1846 | 1851 |
| ---- | ---- | ---- | ---- | ---- | ---- | ---- | ---- | ---- |
| 226  | 206  | 158  | 187  | 236  | 258  | 251  | 270  | 274  |

| 1856 | 1861 | 1866 | 1872 | 1876 | 1881 | 1886 | 1891 | 1896 |
| ---- | ---- | ---- | ---- | ---- | ---- | ---- | ---- | ---- |
| 305  | 300  | 300  | 270  | 274  | 310  | 310  | 336  | 345  |

| 1901 | 1906 | 1911 | 1921 | 1926 | 1931 | 1936 | 1946 | 1954 |
| ---- | ---- | ---- | ---- | ---- | ---- | ---- | ---- | ---- |
| 362  | 352  | 343  | 326  | 263  | 270  | 272  | 279  | 257  |

| 1962 | 1968 | 1975 | 1982 | 1990 | 1999 | 2006 | 2014 | - |
| ---- | ---- | ---- | ---- | ---- | ---- | ---- | ---- | - |
| 180  | 176  | -    | -    | -    | -    | 119  | 100  | - |

## Culture locale et patrimoine

### Lieux et monuments
Le territoire de l’ancienne commune est marqué par plusieurs ouvrages architecturaux remarquables.
Plusieurs maisons nobles se trouvent à Saint-Sornin :
- le logis de la Borderie (ou « château de Saint-Sornin », propriété privée)[27], dont le jardin est inscrit à l’Inventaire général du patrimoine culturel[28] et le colombier (fuie) inscrit monument historique[29] ;
- la maison de la Frenaudière (propriété privée) ;
- le logis de la Garenne (propriété privée)[30], et sa fuie[31].

En outre, la commune associée abrite deux constructions mégalithiques :
- le menhir de la Chenillée (propriété privée), inscrit aux monuments historiques par arrêté du 4 février 1988[33] ;
- le dolmen des Garnes[34].

Enfin, outre les croix de carrefour, un petit patrimoine religieux marque le bourg de Saint-Sornin :
- l’église Saint-Saturnin[6], principal lieu de baptêmes de la paroisse Saint-Jacques-du-Val-Graon[35] ;
- le monument à la Sainte-Famille de la route de la Blanchardière[36] ;
- le pensionnat de Saint-Sornin et les écoles libres de filles et de garçons (propriétés privées)[37].

Principaux lieux et monuments de la commune associée de Saint-Sornin
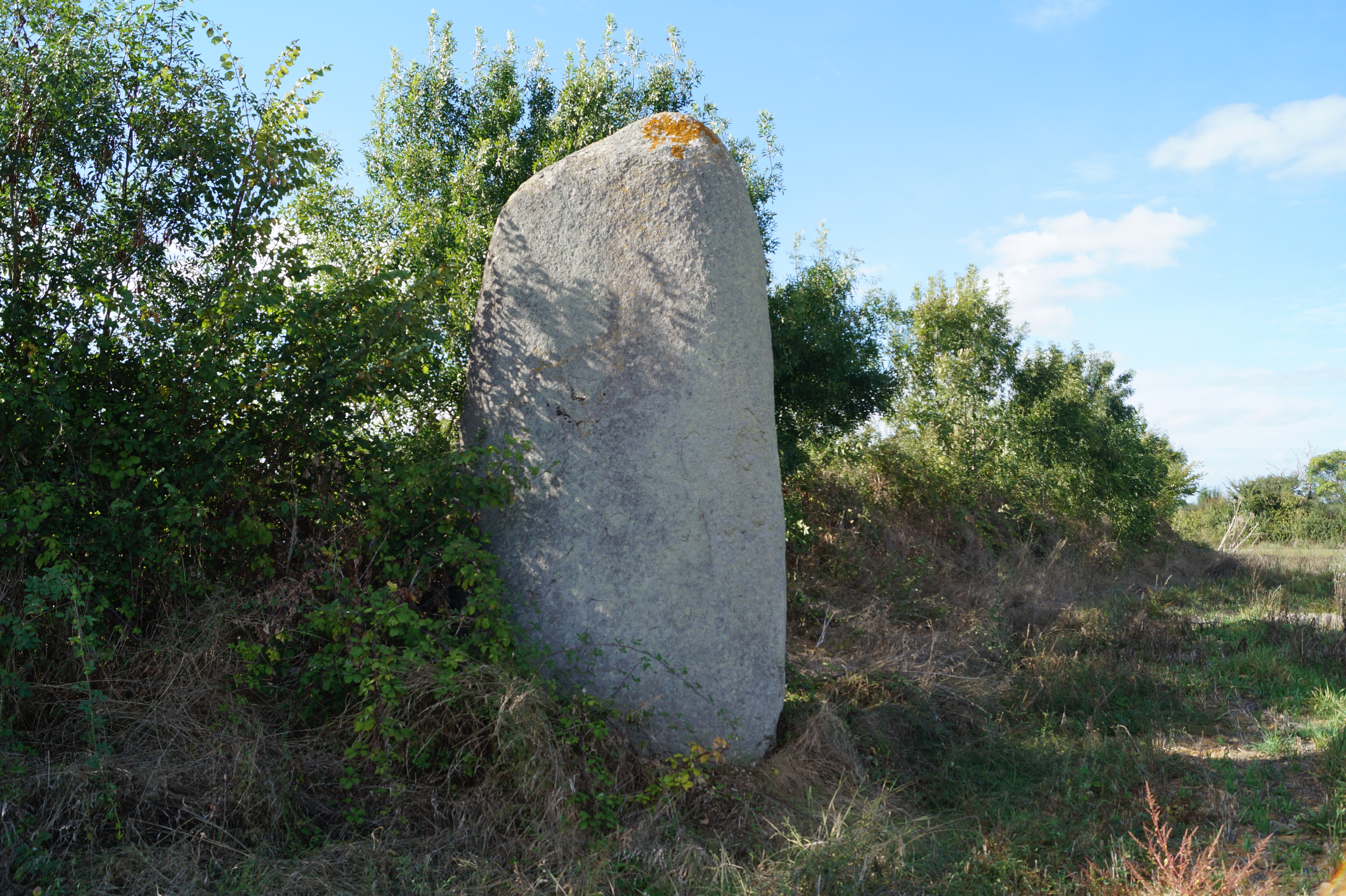
Menhir de la Chenillée.
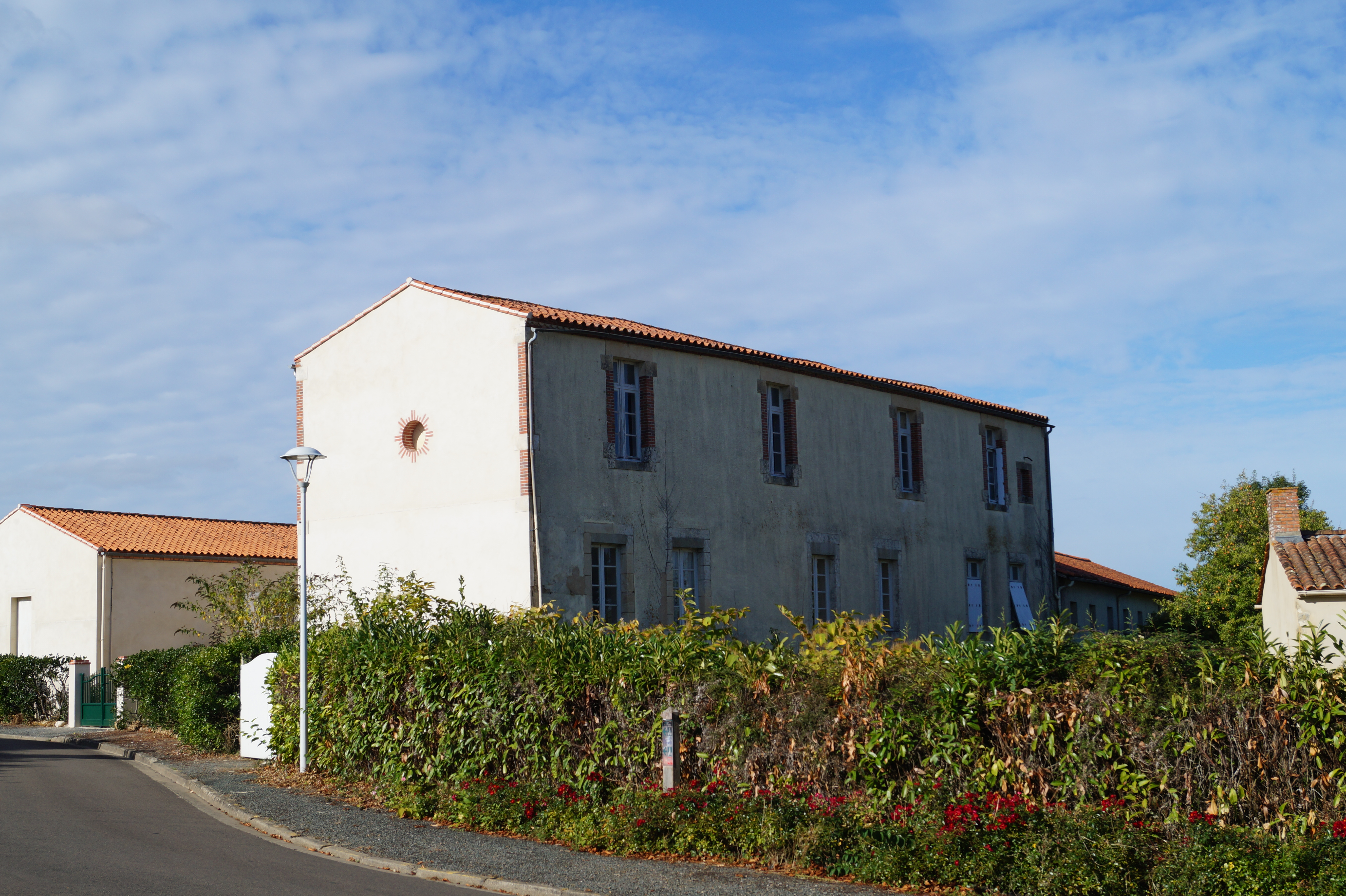
Pensionnat.
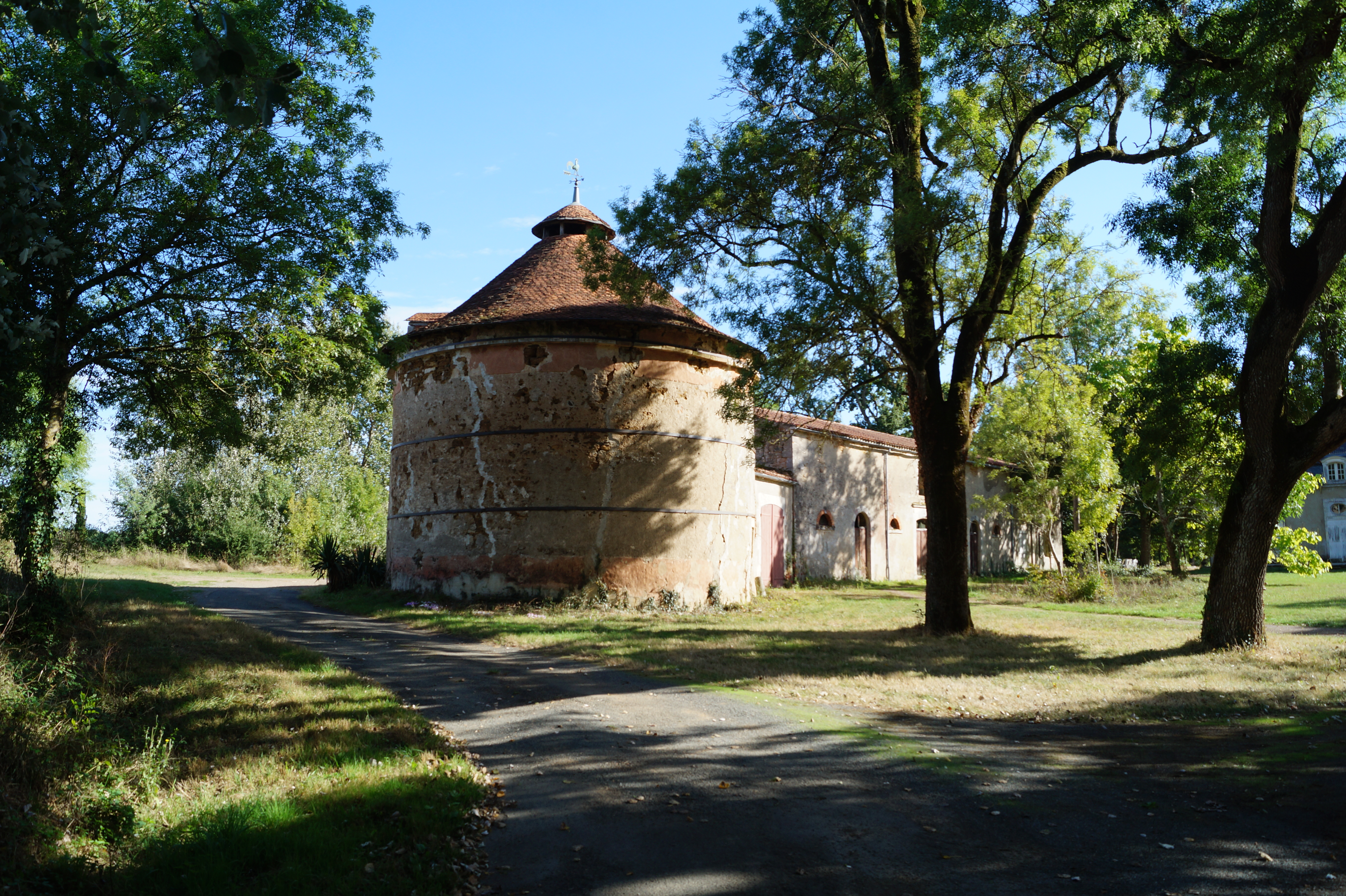
Fuie du logis de la Borderie.
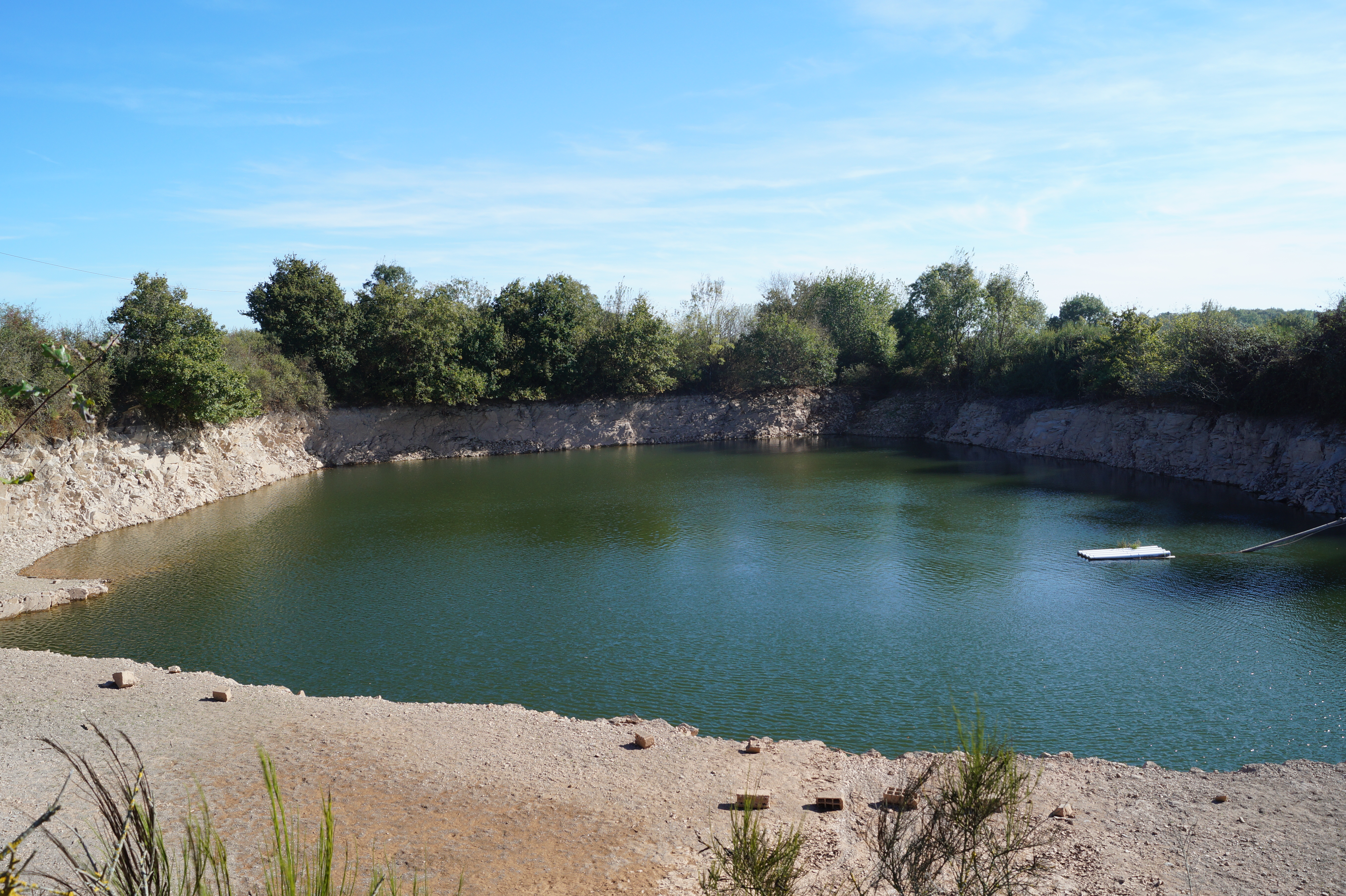
Le Danger.
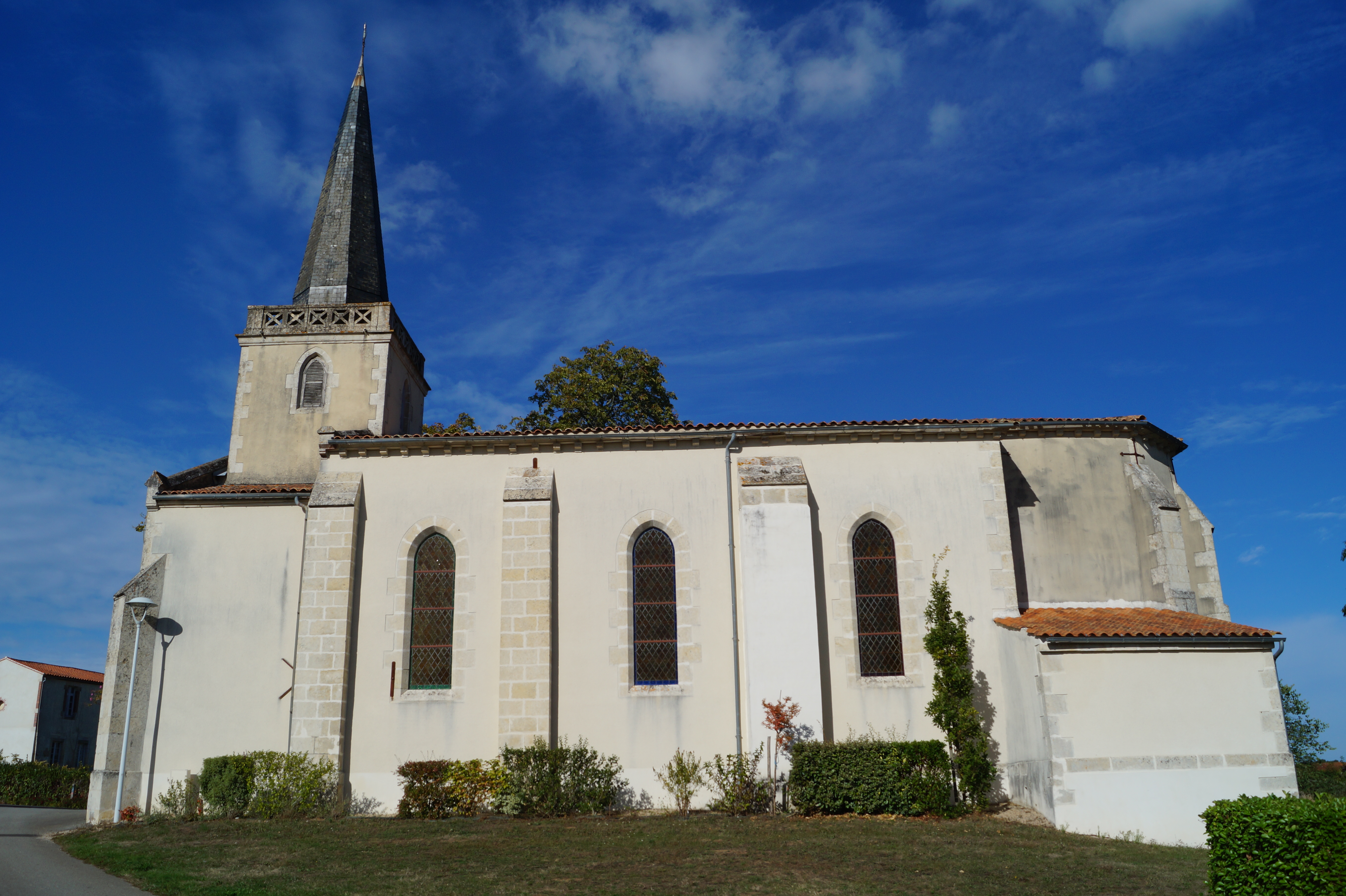
Église Saint-Saturnin.
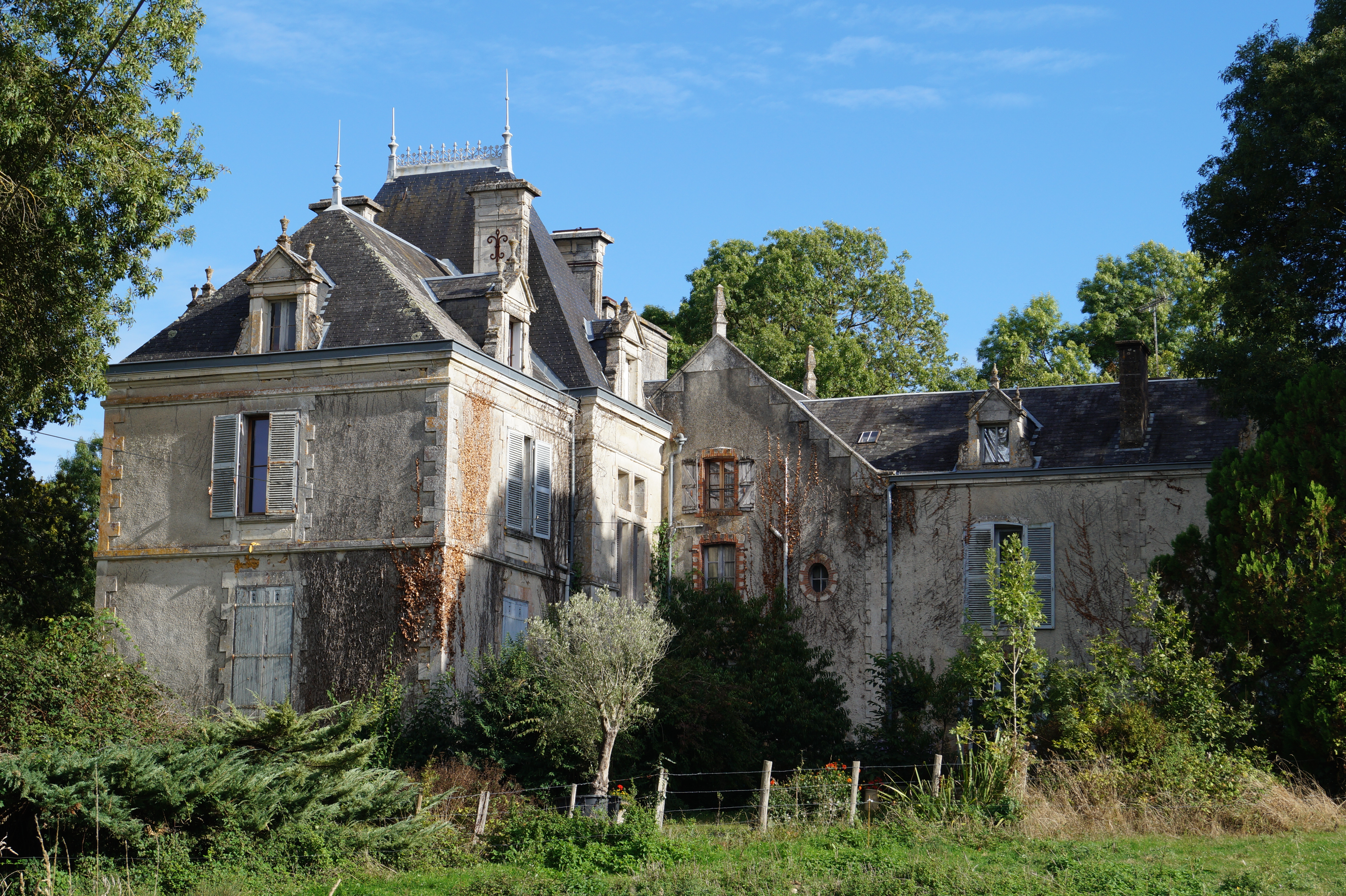
Château de la Garenne.
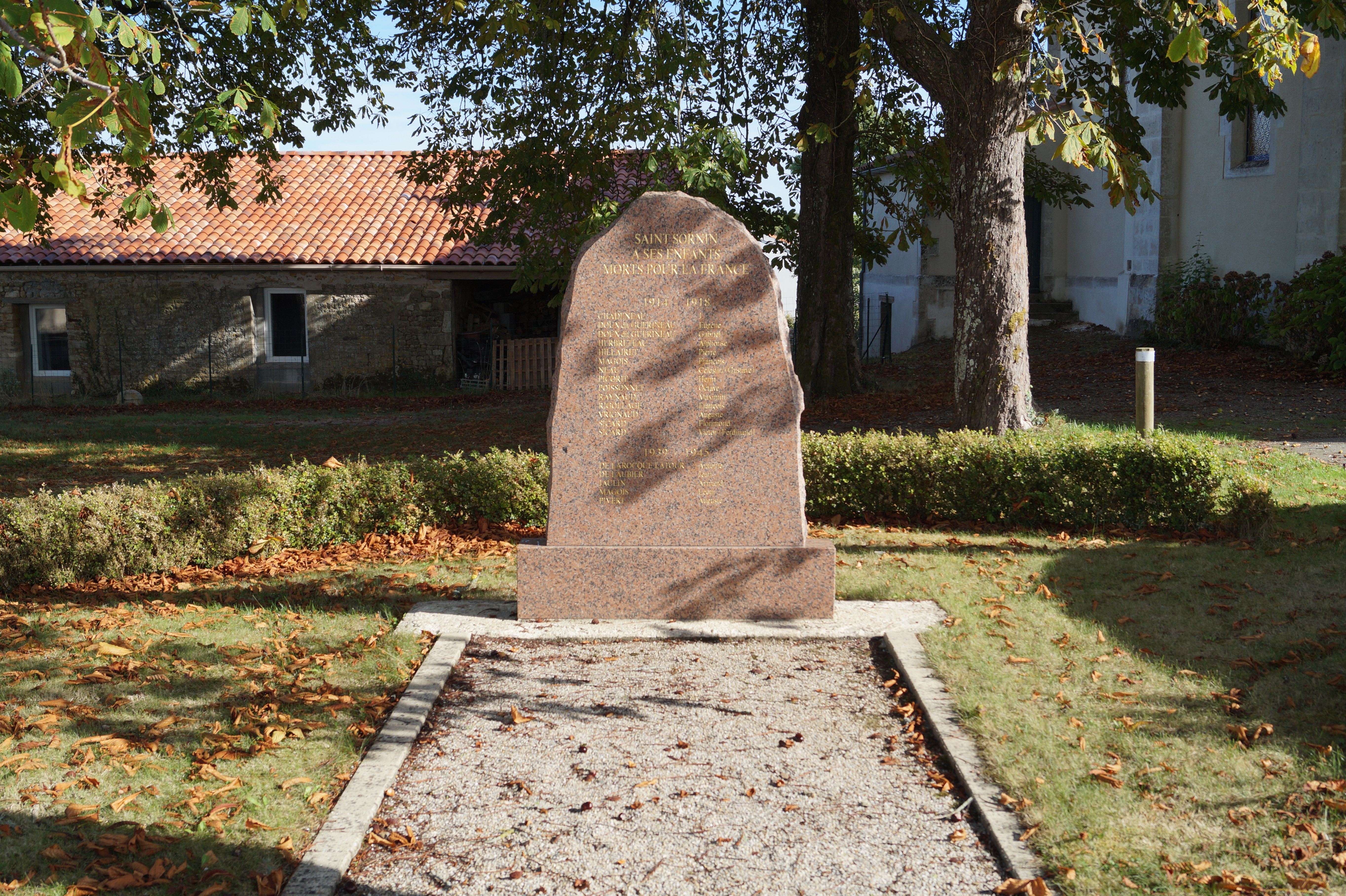
Monument aux morts.
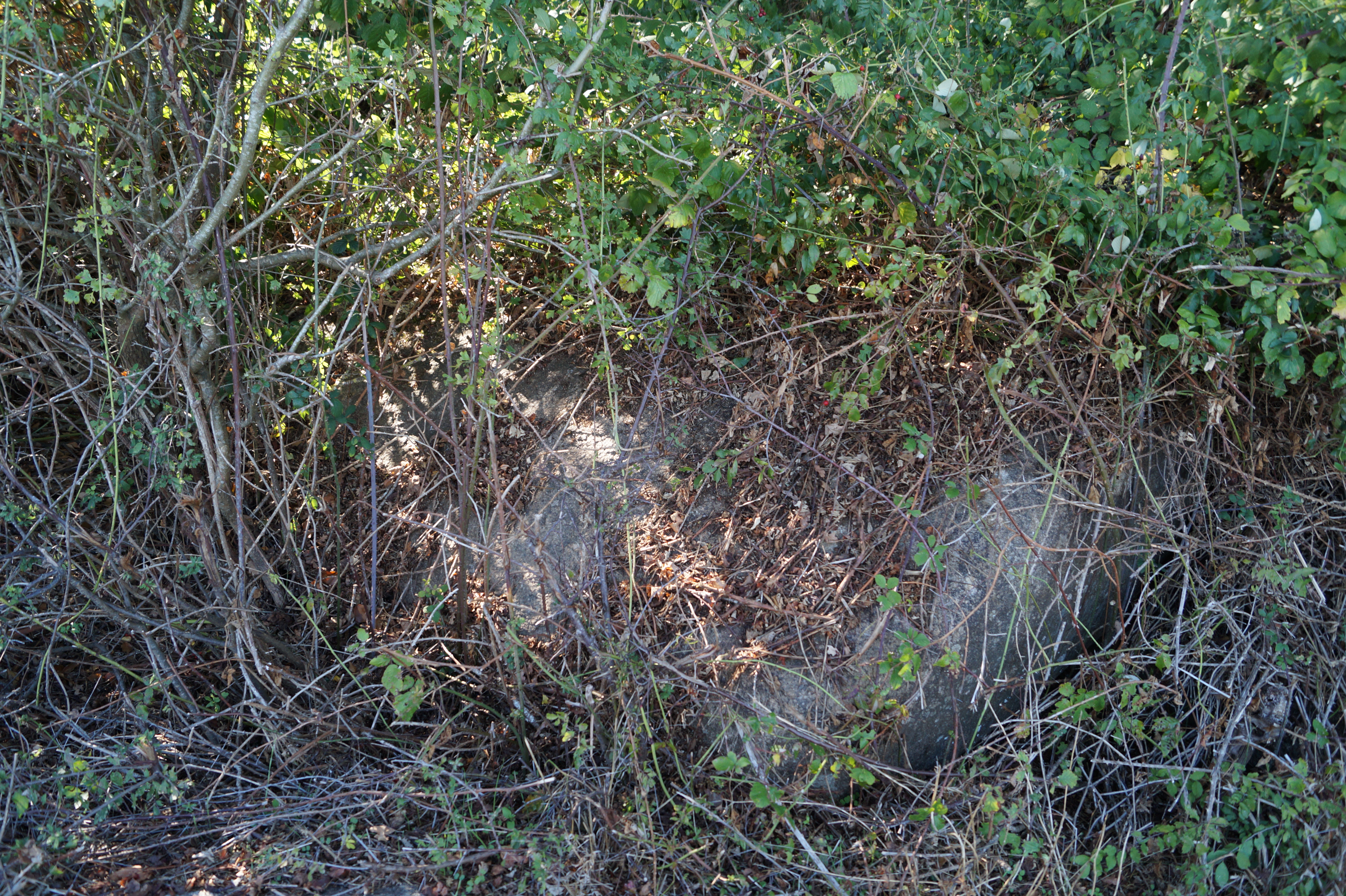
Dolmen des Garnes.
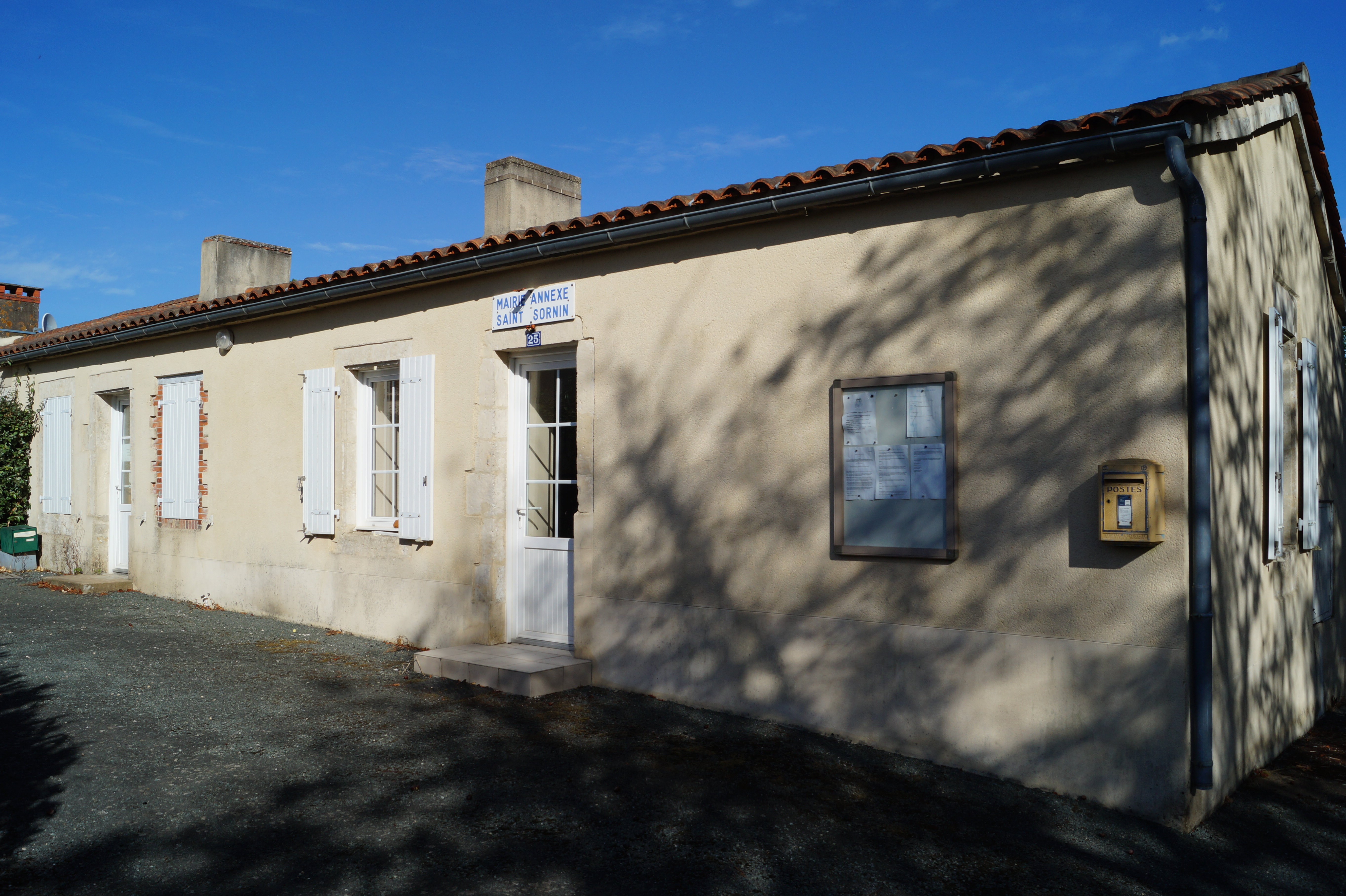
Mairie annexe.
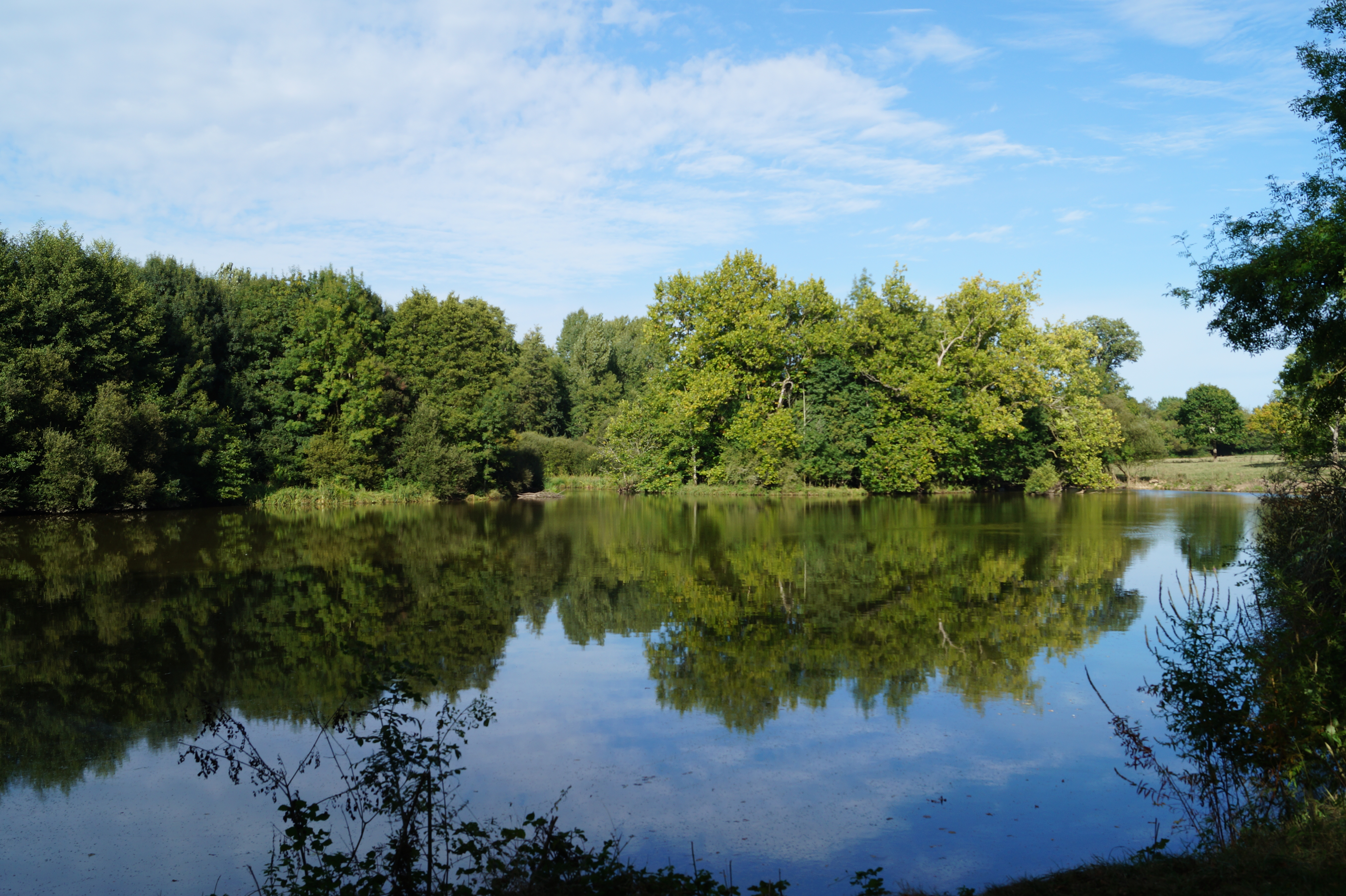
Étang de la Garenne.
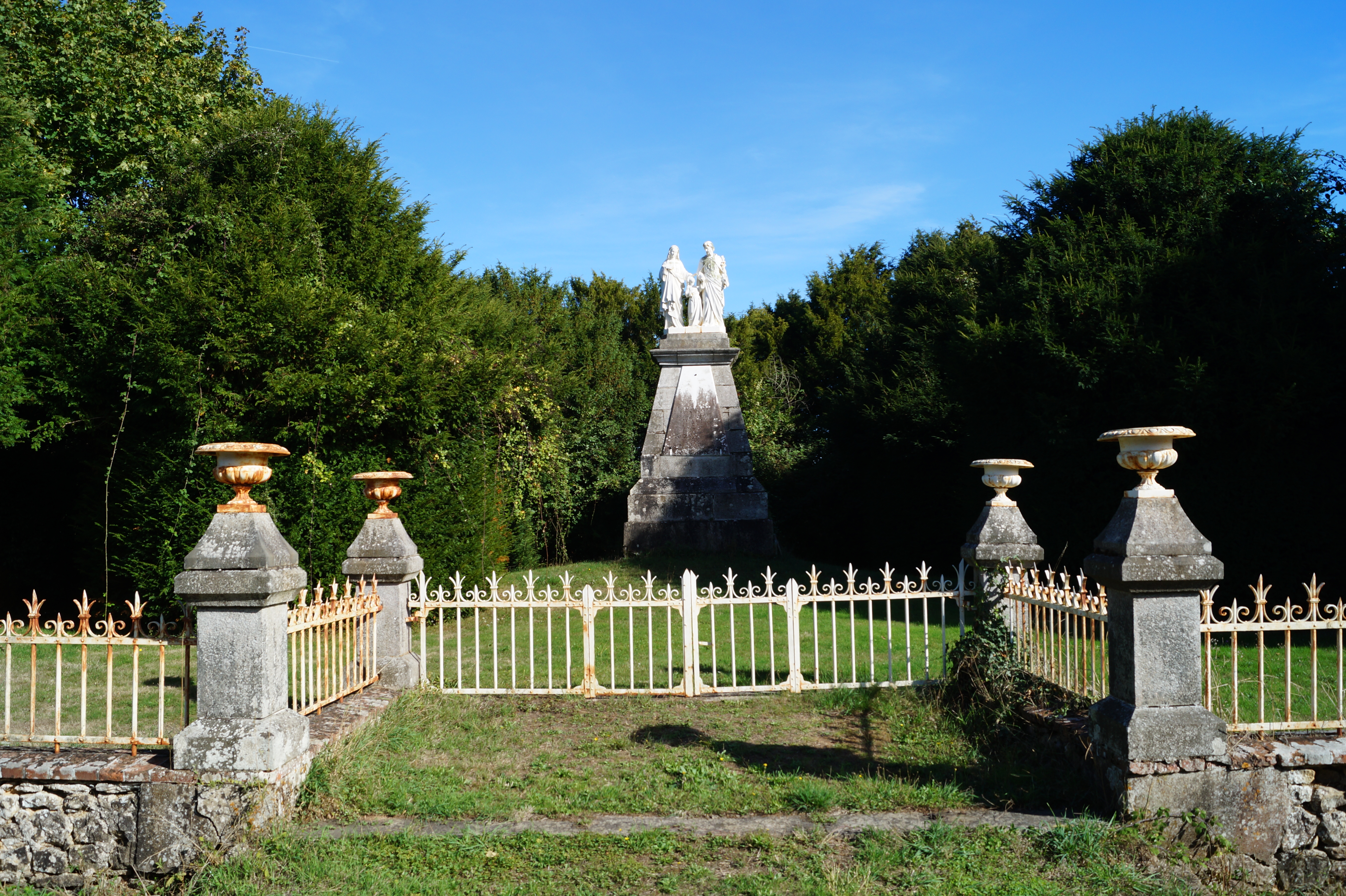
Monument à la Sainte-Famille.
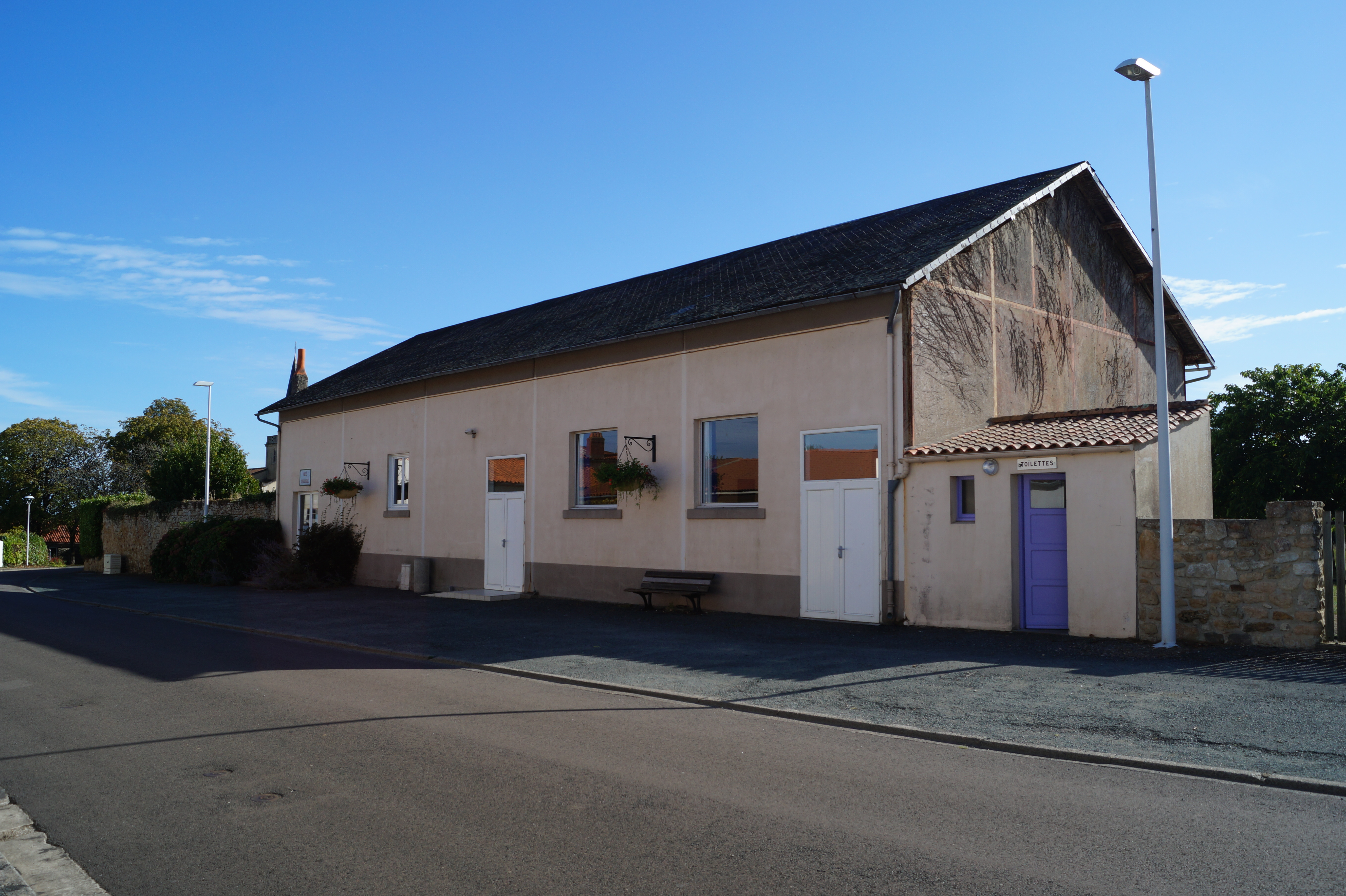
Café et salle des fêtes.

### Personnalités liées à la commune
- Nicolas de Gabaret (1641-1712), dit le « chevalier de Saint-Sornin », gouverneur de la Martinique et de Saint-Domingue, seigneur de Saint-Sornin après son mariage avec Marie-Anne Grassineau
- Henri-Charles-Barthélémy Lévesque de Puiberneau (1811-1890), homme politique né à Saint-Sornin, maire de Fougeré, conseiller général du canton de La Roche-sur-Yon, député et président de la Société d’émulation de la Vendée
- Jean-Marie-Benjamin Merveilleux du Vignaux (1865-1930), amiral ayant vécu dans plusieurs propriétés situées à Saint-Sornin (logis de la Barre et de la Borderie)
- Gabrielle Bellocq (1920-1999), artiste pastelliste, pensionnaire du couvent de Saint-Sornin